# Johnsonlinjens hus
| KM Lundbergs varuhus år 1904 före ombyggnaden och Johnsonlinjens hus 2010 |  | KM Lundbergs varuhus år 1904 före ombyggnaden och Johnsonlinjens hus 2010 |
| KM Lundbergs varuhus år 1904 före ombyggnaden och Johnsonlinjens hus 2010 |  |                                                                           |

Johnsonlinjens hus (även Nordstjernanhuset)  är ett kontorshus vid Stureplan 3 i centrala Stockholm. Företaget Nordstjernan AB har sedan 1919 sitt huvudkontor i byggnaden.

## Historia
Byggnaden uppfördes ursprungligen 1898–1899 för KM Lundbergs varuhus enligt arkitekten Erik Josephsons ritningar. År 1902 ombildades KM Lundbergs varuhus till Nordiska Kompaniet (kort NK) som 1915 flyttade till sina nuvarande lokaler vid Hamngatan 18–20.

### Ombyggnad
Arkitekten Ivar Tengbom ansvarade för den genomgripande ombyggnad som 1919–1920 förvandlade det gamla varuhuset till huvudkontor för det Johnsonägda rederiet Nordstjernan AB.
Huset hade rests på en järnkonstruktion med stora arkadbågar i bottenvåningen, hörntorn och en stor mittkupol. Vid ombyggnaden avlägsnades nybarockfasaderna till förmån för en manifestation av rederiet med mast och utkikstorn samt fyra skulpterade galjonsfigurer av Carl Milles. Fasaderna av Ignabergakalksten och ljus terrasitputs, är indelade med pilastrar och arkader i bottenvåningen.

### Senare år
I skyltfönstren fanns tidigare kartor med alla positioner för rederiets fartyg är inprickade.
Framför byggnaden uppsattes 1969 skulpturen Drottningen och hennes skepp. Björn Evensen stod för formgivningen i verket som bekostats av rederiet och donerats till Stockholms stad. Den flyttades till Jarlaplan och ersattes 2018 med skulpturen Chloe från Barcelona av spanjoren Jaume Plensa.

## Idag
Byggnaden rymmer än idag Nordstjernans huvudkontor samt ett par andra kontorshyresgäster. Skogsbolaget SCA flyttade på 1990-talet sitt huvudkontor från Sundsvall till Stockholm och hade lokaler i huset fram till 2011.
Åren 2010–2012 utförde NCC en genomgripande ombyggnad och renovering av fastigheten både in- och utvändigt, där bland annat fasaden återfick den ljust vita färgtonen den hade vid 1920 års ombyggnad.
I gatuplan finns butikslokaler med hyresgäster som Swedbank och  Peak Performance.  

## Bilder

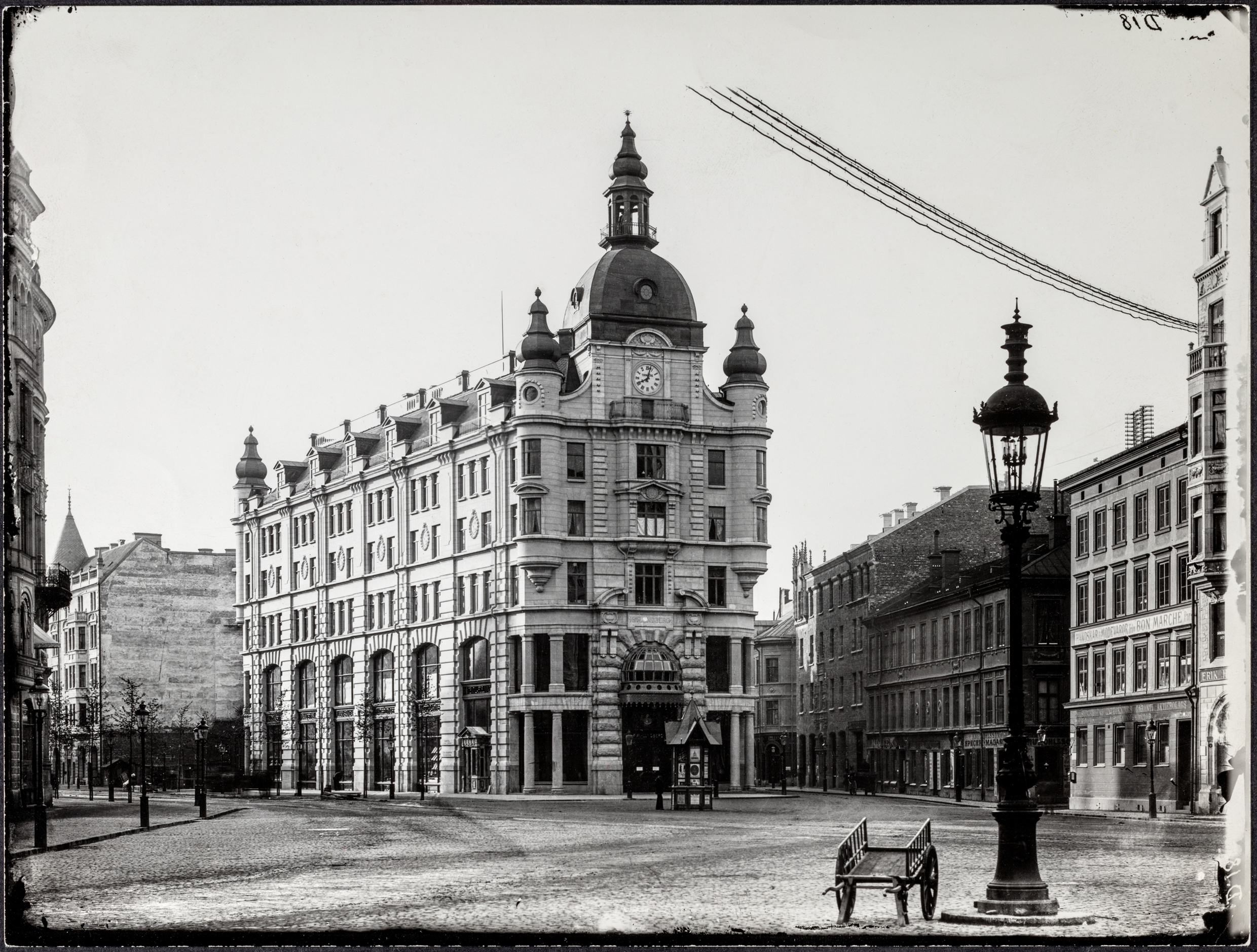
Byggnaden runt år 1900.
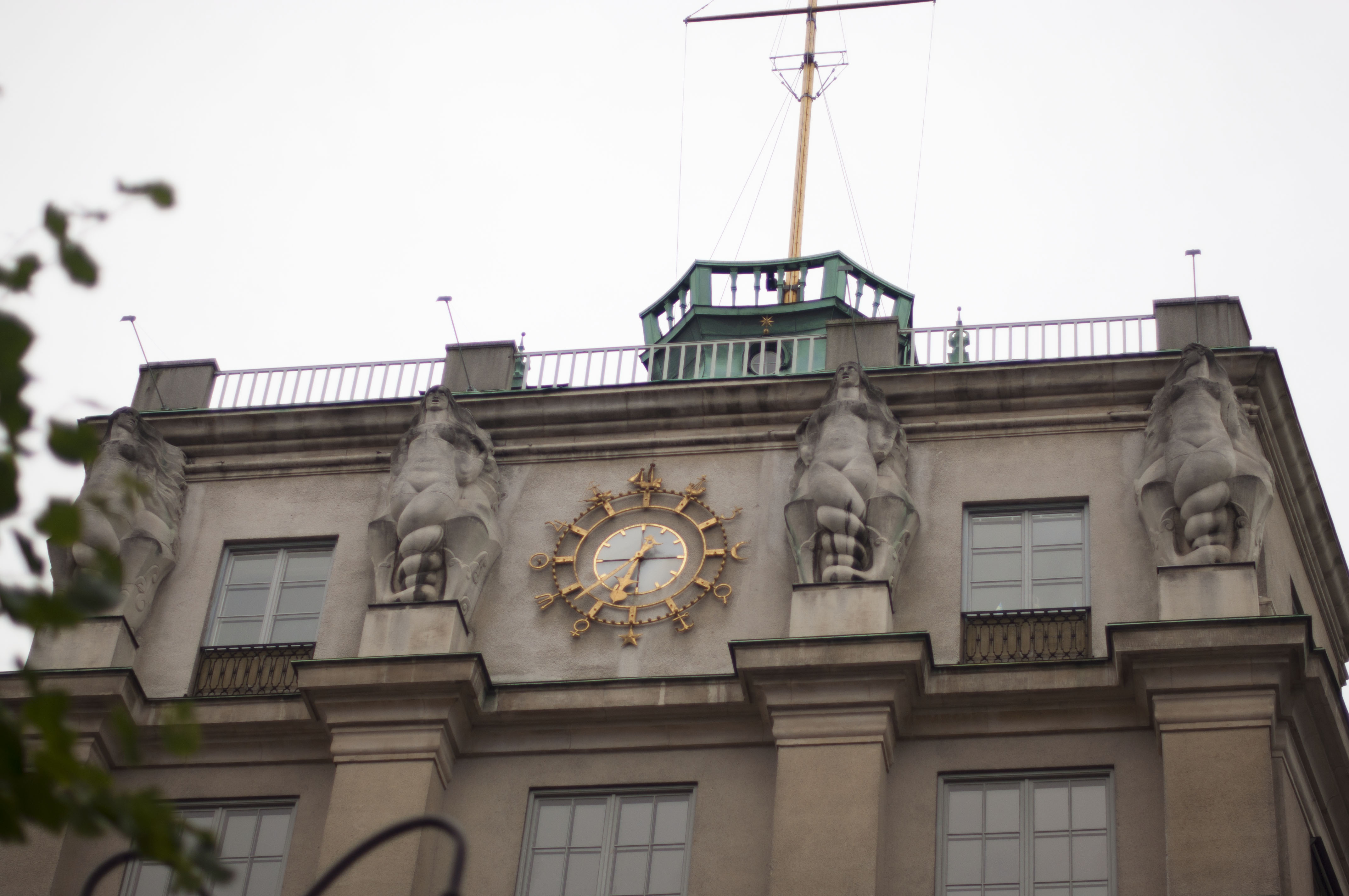
Milles gallionsfigurer
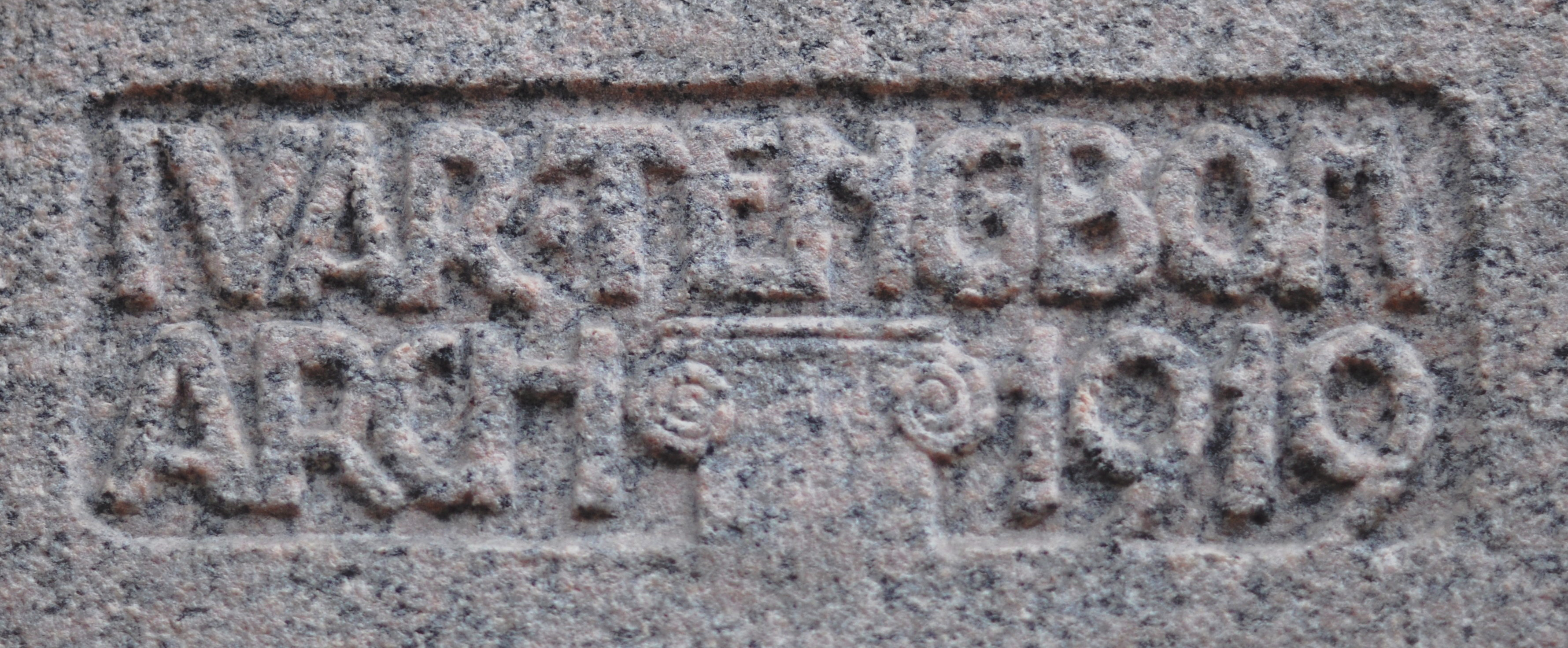
Arkitektens namn inhugget i fasaden
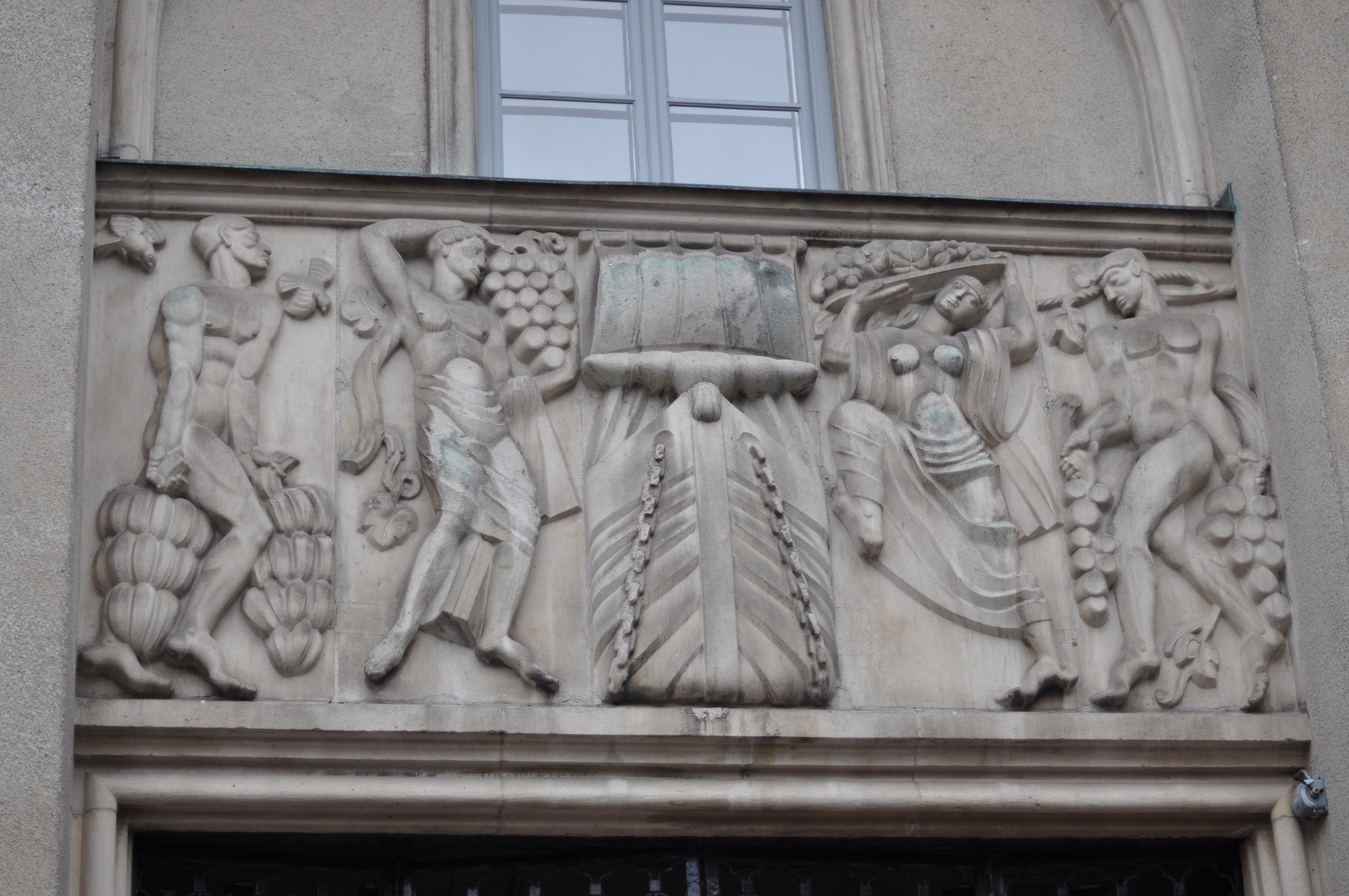
Reliefer ovanför huvudingången
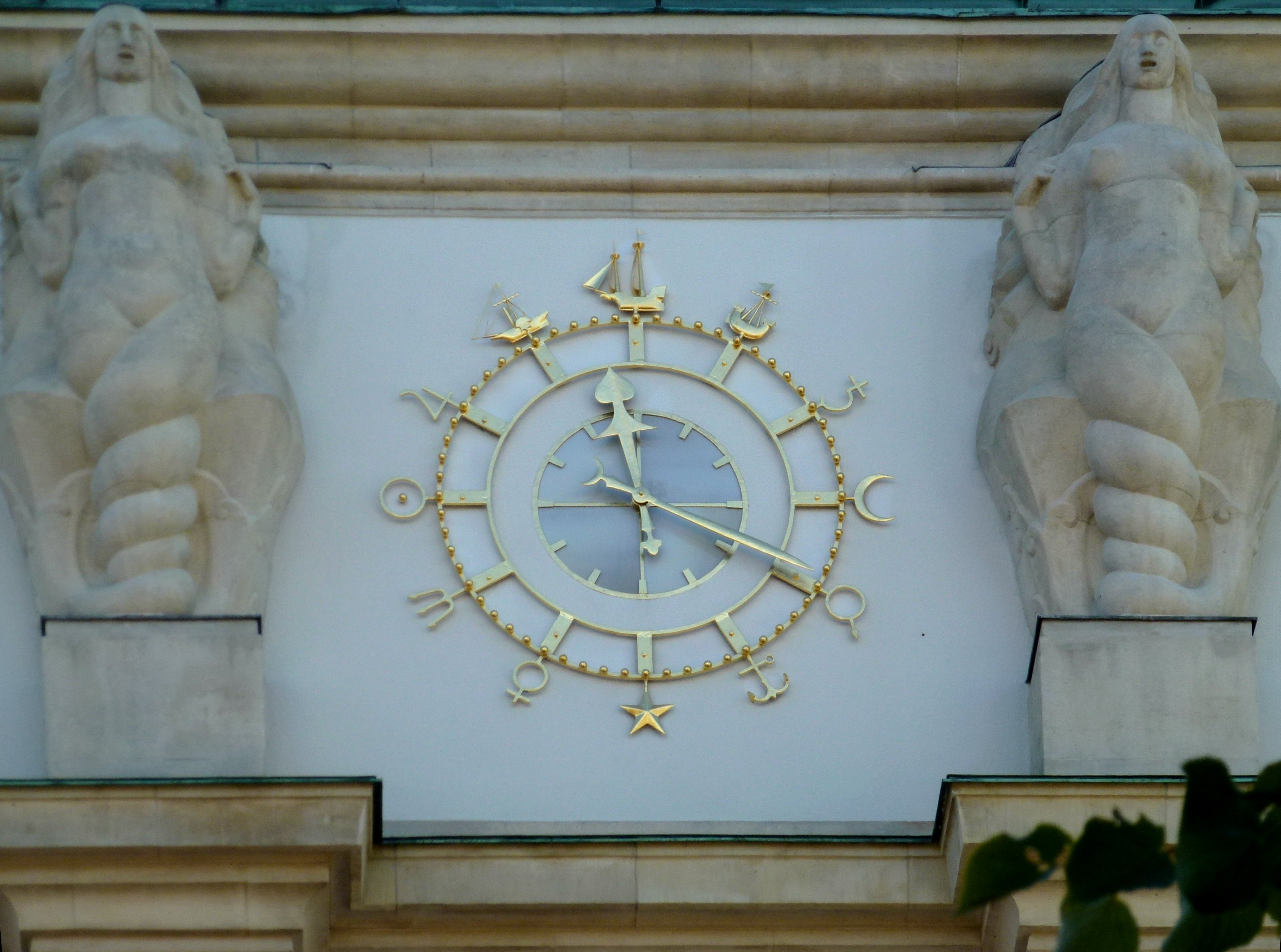
Nordstjernanhusets byggnadsur